# Bunuri mobile din domeniul artă decorativă clasate în patrimoniul cultural național al României aflate în județul Bihor
Acestă listă conține bunurile mobile din domeniul artă decorativă clasate în Patrimoniul cultural național al României aflate la momentul clasării în județul Bihor.

## Tezaur
| Foto | Informații generale | Detalii tehnice | Descriere | Deținător                       | Legături |
| ---- | --- | --- | --- | ------------------------------- | -------- |
|      | Casetă "Fata cu flori de mac" marca WMF Autor: Albin Miller, Peter Behrens (?)                                                                                              | Școală: Școala germană, Wurttembergische Mettalwahren Fabrik Descoperit: Geislingen, Germania Material: aliaj zinc, antimoniu, cupru, turnat, cizelat, gravat                                                                   | Piesa utilitar decorativă de formă paralelipipedică având colțuri mulate ce se sprijină pe patru picioare cu profile în formă de săgeată, este prevăzută cu un capac bombat la mijloc ornamentat cu o protuberanță formată din caliciu crin stilizat din linii sinoase. Laturile casetei sunt ornamentate cu chenare în linii sinoase pe alocuri bucle, tip „Coup de Fouet”. Pe două dintre laturile mari sunt reprezentate central câte un bust feminin cu portret de adolescentă având capul aplecat și un surâs trist, având flori de mac în păr. Floarea de mac având conotații simbolice (mac în lb. lat. Papaver Somnifer) încă din antichitate, reprezentat în Egiptul antic pe frescele mormintelor, în mitologia greacă asociată zeiței fericirii și recoltei Ceres, este o plantă din care sunt extrase substanțe stupefiante, halucinogene, care folosite în doze mici în scop farmaceutic ameliorează dureri insuportabile, folosite des provoacă dependență, depresii, stări patologice. Simbolistica crinului (Iris Lazica) este cunoscută încă din culturile marilor civilizații antice, reprezentat pe frescele palatului din Cnosos, în mitologia greacă Iris era considerată mesagera zeilor care cobora pe pământ la oameni pe razele curcubeului. Din Evul Mediu era însemn pe scuturi, a fost și însemnul folosit de Jeanne D’Arc, pe parcursul istoriei devenise însemnul regalității în Franța, ceea ce dispăru-se după revoluția din 1789, ca să fie din nou reconsiderat ca simbol în perioada istoristă, mult apreciată în arta impressioniștilor și în Art Nouveau. | Muzeul Țării Crișurilor, Oradea | Cimec    |
|      | Nud feminin Autor: Lalique, René (1860- 1945) | Școală: Școala franceză, Fabrica de sticlă din Wingen Descoperit: Paris, Franța Material: sticlă colorată, presată, gravată , matată prin sablare                                                                               | Farfuria de formă circulară, ușor adâncită, este colorată discret în gălbui-bej de nuanța ceaiului în mijloc, ce se pierde până la transparent spre margini, are un decor de o rară finețe, modelată pe partea inferioară a platoului, în tehnica antică a bijuteriilor camae. În centru, o siluetă feminină plutește ușor, înconjurată de un vârtej, pe luciul unui lac în compania unor crengi înflorite. Dramatismul tematic al lucrării, este estompat prin lirismul asociației simbolice al eternului feminin cu renașterea naturii primăvara. Tehnicile de gravare mecanice, înlocuind tehnica manuală foarte grea folosită încă din antichitate, au dat artiștilor o multitudine de posibilități de prelucrare artistică a creațiilor personale. René Lalique se remarcă prin realizarea plină de măiestrie a compoziției, a detaliilor anatomice, al portretului plin de grație și coafura „a la garçon” la modă în acea perioadă. | Muzeul Țării Crișurilor, Oradea | Cimec    |
|      | Nimfa Lotis | Școală: Școala germană, Wurttembergische Mettalwahren Fabrik Descoperit: Geislingen, Germania Material: metal comun, turnat, argintat                                                                                           | Piesa decorativ-utilitară de mici dimensiuni, cu valențe artistice deosebite, impresionează prin compoziția asimetrică, reprezentând un personaj feminin șezând pe malul unui lac plin de lotuși, oglindindu-se în apă, în timp ce-și aranjează coafura împodobită cu flori. Armonia compozițională, redarea naturalistă a elementelor vegetale, precum și proporțiile, anatomia, portretul tratat după principii clasice, ne dezvăluie abilitățile tehnice ale unui artist de formație academică. Nimfele în mitologia greacă erau fiice ale lui Zeus, genii ale naturii, pe care oamenii, le închipuiau fecioare tinere și frumoase, înzestrate cu darul profeției, generozității. Nimfa Lotis una din fiicele lui Poseidon, ca să scape de urmărirea lui Priapus, a implorat zeii s-o metamorfozeze într-o plantă, ceea ce s-a și întâmplat. Lotusul sacru (lb. lat. Nymphaea Lotus) având semnificații mitologice, simbolizează: forța de creație, nemurirea, sănătatea, gloria sau liniștea sufletească. Din antichitate, în Egipt, floarea albă de lotus era considerară cea mai frumoasă, din care a răsărit prima dată soarele. Lotusul parfumat „Nefertum” a fost considerat tronul regal al unor zei. În perioada lui Akhnaton „Nefertum” a fost simbolul regal feminin, când regina și prințesele au început să-l poarte ca semn al rangului. În China, planta nufărului a fost considerată de principiu luminos, masculin Yang. În Budhismul chinezesc, lotusul simboliza originea nașterii lui Budha. În India, în literatura vedică, lotusul „Padma” este simbolul revelației, al creației, al forței spirituale. În Budhismul indian lotusul simbolizează pământul, puritatea, frumusețea. | Muzeul Țării Crișurilor, Oradea | Cimec    |
|      | Gospodina, perla familiei | Școală: Școala germană, Wurttembergische Mettalwahren Fabrik Descoperit: Geislingen, Germania Material: metal comun, turnat, ștanțat, șlefuit                                                                                   | Plastica mică cu funcție utilitară, este formată dintr-o scoică desfăcută ce are în cavități câteva fire de lotuși sacrii, iar pe închizătoare este reprezentată o nimfă în poziție contrapost, în costum și coafură secesion pe care o aranjează cu multă grație. Simbolurile purității, al neprihănirii feminine, al virtuții vieții spirituale, al metamorfozărilor în lumea vietăților acvatice din mitologia greacă clasică, sunt prezentate în lucrare prin asociație de idei. Nimfa Lotis, una dintre fiicele lui Poseidon, care, ca să scape de urmărirea lui Priapus, care vroia să se împreuneze cu ea, i-a implorat pe zei să o metamorfozeze într-o plantă. Rugămintea ei i-a fost împlinită, metamorfozarea ei într-o plantă acvatică, considerată sacră încă din antichitate de popoarele orientale, pentru capacitatea ei de a înflori cu o grație spirituală în condiții grele, a fost ilustrată prin prezența bobocilor de lotus (în latină Nimphaea Lotus) într-o scoică de perlă desfăcută, cu șase falduri (în latină Tridacna Gigas) cunoscută și ea pentru capacitatea ei de a transforma, în timp ce suferă, un fir de nisip într-o perlă. | Muzeul Țării Crișurilor, Oradea | Cimec    |
|      | Cupa Vieții Autor: Albin Miller, Peter Behrens (?) | Școală: Școala germană, Wurttembergische Mettalwahren Fabrik Descoperit: Germania Material: metal comun, turnat, ștanțat, șlefuit                                                                                               | Piesa utilitar decorativă de mici dimensiuni, reprezintă o siluetă feminină grațioasă, în costum clasic grecesc, de nimfă, mulat pe corp după baie. Cămașa lungă diafană se prelungește la picioare împresurând marginile unui bazin de forma unei inimi, în care sunt crengi de vâsc. Nimfa stând în poziție de contrapost, totuși pare a fi aeriană, imponderabilitatea ei fiind vizibilă la picioare, ce de-abia ating solul, cu privirile întoarse spre stânga, având în mâna stângă ridicată o cupă. Simbolistica vâscului (lb. lat. Viscum album) este omniprezent în folclorul european încă de pe vremea druizilor, fiind considerat afrodisiac, la greci și romani era simbol al imortalității, în mitologia nordică, germană ca simbol al protecției, al reînvierii, la creștini simbolul victoriei vieții asupra morții. Culesul plantei în perioada Crăciunului, care este de fapt un parazit al stejarului, este un obicei străvechi. Modelajul fin, proporțiile clasice la detalii anatomice, portret, coafura, precum și compoziția sensibil asimetrică ne dezvăluie abilitățile unui artist de formație academică. | Muzeul Țării Crișurilor, Oradea | Cimec    |
|      | Nimfa printre lotuși sacrii | Școală: Școala germană, Wurttembergische Mettalwahren Fabrik Descoperit: Geislingen, Germania Material: metal comun, turnat, ștanțat, șlefuit, argintat                                                                         | Piesa utilitar-decorativă de mici dimensiuni, reprezintă un nud feminin șezând pe frunze mari de lotus, în timp ce privind și ascultând în liniștea lacului își aranjează coafura decorată cu flori. Având o conotație simbolică, lucrarea pune în lumină aspectul paradisiac al eternului feminin în relație cu natura. Compoziția asimetrică specifică artei orientale, prezența florilor de lotus ca simbol spiritual, modelajul fin clasicizant în redarea figurii umane, a detaliilor anatomice, al portretului, ne indică rafinamentul și măiestria unui artist prin excelență de formație academică. Nimfele, în mitologia greacă erau fiice ale lui Zeus, genii ale naturii, pe care oamenii și le închipuiau ca pe niște fecioare tinere și frumoase, înzestrate cu darul profeției și generozității. Nimfa Lotis, o fiică a lui Poseidon, ca să scape de urmărirea lui Priapus, a implorat zeii s-o metamorfozeze într-o plantă. Nuferii și lotusul sacru având semnificații mitologice, simbolizau încă din antichitate forța de creație, nemurirea, sănătatea, gloria sau liniștea sufletească. În Egipt lotusul, sau nufărul era considerat floarea cea mai frunoasă, legenda spunând că soarele a răsărit prima dată dintr-o floare de lotus. Nuferii și parfumurile aveau chiar o divinitate patronată a lor pe tânărul zeu Nefertum. În China, planta fiind principiu luminos, masculin Yang. În Budhismul chinezesc este simbolul originii nașterii (spirituale) al lui Budha, reprezentările artistice prezentându-l chiar meditând pe un lotus. În India, în literatura vedică, lotusul „Padma” este simbolul revelației, al creației, al forței spirituale, iar în budhismul indian simbolizează pământul, puritatea, frumusețea.                                                            | Muzeul Țării Crișurilor, Oradea | Cimec    |
|      | Pescarul, Nike și sirenele Autor: Sikorsky, Tadé | Școală: Școala maghiară, „Fabrica de produse ceramice, Zsolnay” Descoperit: Pecs, Ungaria Material: faianță turnată, tratată cu glazură eozinată                                                                                | Plastica mică cu funcție utilitară de forma unei ambarcațiuni, ilustrează simbolic bipolaritatea, contrastele interioare sufletești, precum și tensiunile sociale în relațiile interumane de zi cu zi. Piesa ce seamănă cu o luntre de mici dimensiuni pentru negustori, contrastează prin înzestrarea ei specifică navelor maritime de război. Având la prova o siluetă feminină, ce se folosea încă din antichitate în semn de bun augur la drumul greu, Nike (lb. gr. victoria, soră cu ambiția, forța și violența), cu bustul gol, pare să ajute de această dată două sirene hăituite (nimfe ale mării cu trup de pește și înfățișare de femeie), cât pe ce să cadă în plasa unui pescar (personificarea aventurierului), care s-au agățat cu disperare de faldurile chitonului și mâna ei dreaptă. Pescarul, situat în partea extremă, la pupa ambarcațiunii, gârbovit, cu mâinile ținând marginile unei plase între valuri, căznindu-se să obțină ceva ce nu i se cuvine, are o expresie a feței lacomă, plină de speranță în reușită, dar și frustrat din cauza eșecului. Marcă de forma unui sigiliu în relief al fabricii familiei Zsolnay (fondat în 1853 - funcționează și azi). | Muzeul Țării Crișurilor, Oradea | Cimec    |
|      | Gaea și Typhon sau mama cu copilul | Școală: Școala germană, Wurttembergische Mettalwahren Fabrik Descoperit: Geislingen, Germania Material: metal comun, turnat, ștanțat, argintat                                                                                  | Piesa utilitar-decorativă de mici dimensiuni, reprezintă o femeie, stând îngrijorată cu brațele deschise, întoarsă din bust, cu privirile ațintite spre un copilaș cu brațele întinse după mamă, stând călare pe un val aproape de malul unei ape. În apă, aproape de femeie se vede capul unui delfin, iar în mijlocul vâltorii dinspre copilaș capul unui pește. Pe marginile apei sunt reprezentate un fir de papură cu capătul cilindric al eflorescenței îndreptat spre copilaș, iar mai în depărtare floarea „piciorul cocoșului” (lb.lat. Ranunculus Repeus L), otrăvitoare, iubitoare de umiditate. Simbolistica contrastelor este vizibilă pe toate nivelele existenței, atât în regnul mineral, vegetal, animal și uman deopotrivă. Papura( lb.gr. Typhon, lb.lat. Typha latifolia) în mitologia popoarelor proto-indo europene simboliza zeii furtunii, vulcanelor, monștrii, epidemiile, succesiunile valurilor migratoare, confuzii, neînțelegeri în comunicare. A fost menționată de Homer, descrisă de Hesiod, Eschil, Pindar, Theophrastus, Dioscorides, precum și în Biblie (Exod 12-15). Delfinul (lb.gr. Delphys=buric) în mitologia clasică fiind mamiferul marin, cu calități deosebite în relație cu omul, cu semnificații și simbol, considerat sacru în cultul pentru Apollo, Delfi fiind marele sanctuar oracular. Prezent în reprezentări artistice, în literatură din antichitate până azi, este elementul cheie în momente dramatice, este considerat ca simbol al vieții, hrana sacră la judei, la creștini colector de suflete, salvator. | Muzeul Țării Crișurilor, Oradea | Cimec    |
|      | Vulpea cu rața în gură | Școală: Școala maghiară „Fabrica de produse ceramice, Zsolnay” Descoperit: Pecs, Ungaria Material: faianță turnată, glazura metalizată                                                                                          | Plastica mică cu funcția utilitară de scrumieră, prin prezența pe margine a trei concavități subtile pentru așezat țigara aprinsă, are forma unei tăvițe ce seamănă cu vasul pentru deservirea hranei animalelor de casă. Reprezentarea plastică a unei fabule de La Fontaine, la marginea unui lac, o vulpe (simbolul prădătorului viclean) fugind cu rața (prada, fiind simbolul naivității) în gură, este un exemplu tipic de ilustrare a viciilor unei societăți de consum, care de dragul profitului, proliferează o adevărată industrie, ce mistuie, transformă în scrum, timpul și energia vitală a întregii omeniri, implicit a planetei. Inițial fumatul unor anumite soiuri de ierburi cu efecte halucinogene, fiind o activitate mistică, folosită de un cerc restrâns de persoane inițiate cu rol sacerdotal, având conotații spirituale ce-și are origini din America precolumbiană, a fost introdus în Europa în secolul al XVI-lea de către spanioli. Fumatul, a ajuns cu timpul un adevărat flagel al omenirii în secolul XX, fiind consumat la scară planetară, de oricine, la orice vârstă, în cantități din ce în ce mai mari, condamnând omenirea la o distrugere lentă, dar sigură, pe plan spiritual, mental, și fizic. | Muzeul Țării Crișurilor, Oradea | Cimec    |
|      | Fata cu maci | Școală: Școala germană, Wurttembergische Mettalwahren Fabrik Descoperit: Geislingen, Germania Material: metal comun, turnat, ștanțat, argintat                                                                                  | Tăvița utilitar-decorativă de mici dimensiuni de forma unei inimi, simbolizează drama sufletească prin care trece oricine la o vârstă juvenilă. Sugerând o depresie psihică provocată de consumul de droguri, printr-o albie secată de forma unei inimi, evaporată treptat, în care se scurg pletele lungi ale unei femei tinere cu ochii închiși, lucrarea impresionează prin asocierea curajoasă între imagine și simbol. Prin tratarea naturalistă a albiei, a elementelor vegetale, a macilor asemenea unor șerpi ce-i domină gândirea și-i împresoară inima secată de dramele personale, al portretului fin, al coafurii în linii sinoase, pare a fi lucrarea unui artist de formație academică. Simbolistica macului (lat. Papaver somniferum) își are origini în arta mesopotamiei, a fost reprezentată în mormintele egiptene, în arta myceniană, consemnată în mitologia greacă fiind asociată cu Demetra, zeița agriculturii, a fericirii. | Muzeul Țării Crișurilor, Oradea | Cimec    |
|      | Dialog | Școală: Școala germană, Wurttembergische Mettalwahren Fabrik Descoperit: Geislingen, Germania Material: metal comun, ștanțat, patinat                                                                                           | Tăvița utilitară cu decorație în bezorelief clasicizant, de formă ovală, este concepută după principiul unui dualism în echilibru dinamic, prin prezența celor două toarte așezate într-o falsă simetrie. Tematic vorbind, artistul inspirat din mitologie și arta clasică greacă, ilustrează sincretismul cultural al unei societăți industriale în dezvoltare, cu toate căutările posibilităților de comunicare, a tensiunilor sociale provenite din neconcordanța regnurilor, a mediilor culturale, în lupta pentru dominație. Astfel printr-o fină modelare a diversității lumii acvatice, se pot desluși semnificațiile și simbolurile unui dialog între vietățile marine, cu cele de apă dulce. Platoul elegant, împodobit la bază cu un nufăr (lb. lat. Nympheae Lotus) în dialog cu o larvă, pe margini, mâner cu frunze de acant (lb. lat. Acanthus Spinosus, din sudul Europei, având rol pur decorativ), prezintă central o sirenă, având la spate un putto cu aripi de libelulă, amintind imaginile picturale renascentiste ale Venerei și Cupido. De astă dată însă, sirena ghemuită într-o scoică din familia cardiide (lb. lat. Cardium Costatum, pe malurile Senegalului) ce simbolizează imperiul inimii, având la baza imaginii nufărul ca simbol al spiritualității, contrar accepțiunilor mitologice antice grecești, precum de atragere din partea sirenei, prin melodii fermecătoare a marinarilor spre zonele primejdioase, aceasta ridică mâna stângă, oprind categoric înaintarea unei libelule mascul în poziție copulativă. Libelula este insectă acvatică prădătoare din ordinul odonatelor, subordin Anisoptera. Arhipeleagul Japoniei având forma de libelulă, în același timp libelula fiind și simbol național japonez, libelula este simbol al bărbăției și curajului.          | Muzeul Țării Crișurilor, Oradea | Cimec    |
|      | Flora și Cele trei Grații Autor: Lalique, René (1860- 1945) | Școală: Școala franceză, „Fabrica de sticlă” din Combs-la-Ville Descoperit: Paris, Franța Material: sticlă turnată, gravată, sablată, eozinată, patinată cu roz coral                                                           | Sticla miniaturală de forma unui trunchi de con alungit, ne amintește de piesele din sticlă miniaturale antice romane, sidefate din cauza reacției cu acizii din sol, numite și lăcrămare, scoase la iveală prin săpăturile arheologice. Sticluța farmaceutică, de inspirație clasică, reprezintă patru femei grațioase în costum și coafură antic grecească, redate prin gravură în sticlă, cu detalii de o frumusețe și măiestrie ieșite din comun, executate prin abilitățile unui bijutier de formație artistică academică. Semnificațiile simbolice ale frumuseții și grației feminine, personificate prin cele trei fiice ale lui Zeus și ale Eurinomiei, pe nume Aglaia, Euphrosine și Thalia, sunt asociate cu Flora sau renașterea naturii primăvara. În mitologia romană Flora, zeița florilor și a primăverii, era identificată cu Chloris din mitologia greacă. Se credea că ea ar fi dat oamenilor, semințele tuturor plantelor, florilor, mierea de albine, reprezentate în lucrare prin niște plante ce sunt ținute în mâini și admirate pentru frumusețea și valoarea lor terapeutică. | Muzeul Țării Crișurilor, Oradea | Cimec    |
|      | Iriși Autor: Gallé, Émile (1846-1904), proiect, design | Școală: Școala franceză, Ecole de Nancy Descoperit: Nancy, Franța Material: sticlă în straturi, tratată cu acid, glazuri | Vasul miniatural pentru flori de primăvară, cum sunt ghiocei, viorele, toporași, de formă lacrimă, a fost executat prin turnare la cald cu straturi suprapuse de sticle colorate, pe fond mat bej-pergament, în degradé spre cenușiu. Piesa încântă ochii privitorului, provocând o adevărată admirație prin descoperirea elementelor vegetale, redate naturalist după un studiu amănunțit ca din mâna unui botanist, al irișilor, ce amintesc de acel aer patetic al stampelor japoneze. Floarea de Iris (lb. lat. Iris Lazica) din familia Iridaceae, de-a lungul timpurilor a jucat un rol important în cultura marilor civilizații. În mitologia greacă, zeița Iris era considerată a fi mesagera zeilor, divinitatea curcubeului. Din evul mediu simbolul „Fleur-de–lis” este legat de legendele începuturilor încreștinării francezilor, începând cu primul lor rege în anul 469d.C. când devine simbolul perfecțiunii, luminii și vieții de pe steagurile de luptă. În 1147 regele francez Louis al VII-lea, îl alege ca simbol, înainte de a porni la a II-a cruciadă, Jeanne d’Arc și-a ales un steag alb cu emblema florii pentru a sprijini înscăunarea ca rege a delfinului, când a condus trupele franceze spre victorie în lupta împotriva englezilor. După revoluția din 1789, simbolul regalității franceze, dispare din decorațiile clădirilor, draperiilor, cei care erau prinși purtând pe veșminte, sau bijuterii cu crini, fiind ghilotinați. În secolul XIX, impresionismul și arta secesion, inundă sufletul celor sensibili la frumos, prin influența exercitată de arta orientală. În Japonia este simbol al eroismului, având rol important pentru băieții care iau parte la festivalul primăverii. Semnat în relief cu roșu „Gallé”.                                                  | Muzeul Țării Crișurilor, Oradea | Cimec    |
|      | Șoricelul și bobocul de trandafir Autor: Almaric Walter experimentase, obținuse patentul la 1904 pentru tehnica „pâte de vere” , ceea ce s-a introdus în producția de serie | Școală: Școala franceză, Ecole de Nancy, manageri frații Daum (J.L.Auguste1853-1909 și J. Antonin 1864-1930) Descoperit: Nancy, Franța Material: pastă din sticle colorate presate în masă, turnată în matriță, tratată cu acid | Plastica mică, având dubla funcție de obiect utilitar-decorativ, scrumiera verde de forma unei frunze cu aspect marmorat, amintește atmosfera unei grădini, unde adulmecă un boboc de trandafir (lat. Rosaceae), un șoricel (lat. Mus Musculus) alb de laborator. Modelajul în bazorelief frunze cu crengi și ronde bosse, lucrarea pare a fi o fină observație după natură. Simbolic, s-ar putea spune că piesa este rodul nenumăratelor experimente fascinante în domeniul științific, tehnic și artistic într-o perioadă prolifică de dinaintea primului război mondial. Șoarecele fiind un rozător din familia Muridae, s-a bucurat încă din antichitate de un loc parte în literatura fabulistică, grecii considerându-l un adevărat flagel pentru recolte, romanii acordându-i la proasta lui reputație de rozător al tezaurelor templelor și virtuți profetice, de putere de prevedere, semnalare al apropierii calamităților naturale și războaielor. În evul mediu, șoarecele negru locuind în habitatul uman, s-a considerat principalul vinovat pentru răspândirea epidemiilor, de fapt puricii acestora contaminau oamenii, ceea ce s-a și demonstrat în urma cercetărilor științifice. Până în secolul al XIX-lea, șoarecii au fost ținuți pentru concursuri, pe post de ținte de vânătoare pentru terieri, iar din 1800 au devenit subiecți pentru cercetări științifice în laboratoare, în domeniul nutriționist, pentru depistarea cauzelor unor boli, de asemenea pentru teste de inteligență. Șoarecele având o fire blândă, a fost ținut până în 1900 ca și animal de companie, popularitatea lui scăzând treptat, odată cu apariția altor animăluțe de companie la modă, cum sunt de exemplu hamsterii.                                                                                      | Muzeul Țării Crișurilor, Oradea | Cimec    |
|      | Clopoței Autor: Gallé, Emile (1846- 1904) | Școală: Școala franceză, Ecole de Nancy Descoperit: Nancy, Franța Material: sticlă turnată în straturi, tratată cu acid asamblat cu sistem de pulverizare pentru parfum din metal comun                                         | Elegantul flacon de parfum de formă conică, executată din straturi suprapuse de sticle colorate, fond de nuanța mandarinelor, elemente fitomorfe, plante clopoței (lb.lat. Campanula Alpina) din sticle de nuanțe vișiniu-bordo, ne amintesc de naturalismul și simplitatea redării florilor, precum și patetismul teatral al stampelor japoneze. Artistul Emile Gallé, fiind un fin observator după natură, studiind botanica a desenat nenumărate specii de flori din arealul european cu acuratețea omului de știință, dar și din punct de vedere al semnificațiilor simbolice. Deoarece încă din antichitate simbolistica florilor își are rădăcini din marile religii ale lumii, inițial identificate cu zeii în mitologia greacă cum sunt Venus, Diana, Jupiter, Apollo, în evul mediu îmbogățindu-și semnificațiile cristice, renașterea pare să considere florile ca o reflexie a divinului. Parfumurile sintetice fiind mai accesibile la începutul secolului 20, simbolistica florală a flacoanelor favorizau producția și comerțul unui produs exclusivist până atunci. | Muzeul Țării Crișurilor, Oradea | Cimec    |
|      | Frunze de stejar Autor: Gallé, Emile (1846- 1904) | Datare: nedatat Școală: Școala franceză, Ecole de Nancy Descoperit: Franța Material: Sticlă colorată, turnată în straturi, tratată cu acid                                                                                      | Vasul de flori, de forma unei pastile, executată prin turnare la cald din straturi colorate de sticlă, are un fond mat roz-zmeuriu în degradé spre cenușiu albăstrui și gălbui, cu elemente decorative vegetale: crengi, frunze, muguri de stejar (lb. lat. Guercus Petra). Simplitatea elegantă ca rezultat al unui demers laborios începând cu studiul în natură, precum și rigoarea științifică specifică unui botanist, ne amintesc de stampele japoneze sub influența cărora maestrul și-a elaborat lucrările. Stejarul somptuos, robust, longeviv cu coronament bogat, inconfundabil prin frumusețea lui, având arii de răspândire în zonele temperate, în Europa, Asia Mică, Africa de Nord, mai răspândit în trecut, este prezent în basmele populare europene. Simbolistica stejarului cunoaște de-a lungul istoriei diverse interpretări, fiind prezent în mitologiile grecești, în legătură cu nimfele amadriade, cu Agnos, cu izvorul sacru și ceremoniile de invocare a ploiilor pe timp de secetă. În mitologia celtică stejarul sacru pe nume Indrasil, avea prestigiul de a media, de a participa drept martor la procese când, prin intermediul zeilor se împărțea oamenilor dreptatea. Are rol important în mitologia slavă și scandinavă. În Sfintele Scripturi, este amintit Stejarul Mamvri, din regiunea Hebron în Munții Judeii din Ținutul Canaan, ca loc de popas, unde la umbra lui chiar se spune că și-a instalat cortul și a primit binecuvântare Avraam, din partea Sfintei Treimi sub înfățișare de 3 tineri călători. Actualmente stejarul celebru, urmaș al celui considerat contemporan cu Avraam, este uscat din 1996, a fost reprezentat în arta creștină încă din sec 5 d. C.pe mozaicuri, în bazilicile bizantine din Roma, Ravena, pe fresce, miniaturi, icoane, gravuri. | Muzeul Țării Crișurilor, Oradea | Cimec    |
|      | Peisaj (tip Galle) Autor: Dufour, Jaques Gruber, Henry Berger | Datare: nedatat Școală: Școala franceză, Ecole de Nancy Descoperit: Nancy, Franța Material: sticlă turnată în straturi, șlefuită, gravată, matată cu acid, emailuri colorate                                                    | Vasul de flori înalt, de o suplețe elegantă, fusiformă, turnat în formă, cu straturi suprapuse din sticle colorate, fasonate manual, fiecare detaliu al elementelor vegetale, dau impresia unui peisaj tridimensional prin efectul aspectului cețos ce ne amintesc vag peisajele stampelor japoneze. Peisajul pictural ca reprezentare artistică de factură impresionistă, este transpusă în tehnica sticlei fine cu o rară minuțiozitate, sporind efectele vizuale la maximum: în fundal cerul albastru cu reflexele portocalii de amurg pe luciul apei unui lac, în contrast cu decupajul umbrelor carmin de nuanțe violet al vegetației luxuriante din prim plan. Inscripționat cu marca fabricii de sticlă Daum (1878-1981) perioada anilor 1895-1900. | Muzeul Țării Crișurilor, Oradea | Cimec    |
|      | Carafă | Datare: 1845 Școală: Viena, firma Mayerhofer & Klinkosch, fondat în 1797 Descoperit: Săcuieni Material: argint; turnat; cizelat; gravat; lemn                                                                                   | Carafa elegantă piriformă are corpul în partea inferioară de forma unui bulb inimă, ce se continuă cu un gât robust, înalt evazat, cu terminație decupată în acoladă dublu arcuită simetric. Corpul și gâtul sunt decorate prin gravare cu motive florale: crini, iriși, clopoței, măceș sau cireș japonez. Corpul este susținut de patru picioarușe decorate cu frunze de acant cu terminații în volute în loc de labe de leu. Mânerul frumos arcuit întregește atmosfera de basm a obiectului. Carafa poartă marca de proveniență, de calitate, marca firmei Mayerhofer & Klinkosch. | Muzeul Țării Crișurilor, Oradea | Cimec    |
|      | Laitieră Autor: Aloys Zitterhofer | Datare: 1839 Descoperit: Săcuieni Material: argint; turnat; cizelat; lemn | Piesa de argint ce făcea parte probabil dintr-un serviciu de masă pentru mic dejun, are forma elaborată după principiile clasice grecești, renaștere dar și reminiscențe roccoco la modă în prima jumătate a secolului al XlX-lea. Cana, probabil laitieră, sau ciocolatieră are silueta îndesată piriformă de o extraordinară stabilitate bazată pe dezvoltare orizontală. Având piciorul tronconic evazat, decorat cu profile clasice, încântă privirea o bandă decorativă orizontală cu motive vegetale clasice, precum frunze de acant stilizate cu terminații în volute. Corpul bombat, turtit, este de asemenea decorat în partea superioară cu o friză decorativă orizontală, reprezentând frunze de acant stilizate, trandafiri, melci și scoici având semnificații simbolice îmbinate clasice și romantice. Gâtul piesei în contrast cu corpul este de o suplețe ce tinzând spre verticală formează o contracurbă având terminație elegantă sub formă de cioc decorat pe margine cu frunze de acant stilizate, scoici și melcișori. Mânerul din lemn de cireș a fost sculptat în formă de volută clasică având o iluzie de frunză de acant sub formă de protuberanță în partea superioară a curburii. | Muzeul Țării Crișurilor, Oradea | Cimec    |
|      | Ceainic | Datare: 1936 Școală: Atelier vienez, firma T&Co Descoperit: Săcuieni Material: argint; turnat; cizelat; incizat; repoussé; lemn                                                                                                 | Ceainicul de mici dimensiuni având forma organică de bulb, ne amintește de formele rococo, dar și de miniaturizarea formelor regency. Corpul este susținut de patru piciorușe decorate cu frunze de acant, cu terminații în volute în loc de labe de leu. Corpul propriu-zis pare a fi un mănunchi de opt pere, acoperite în partea superioară de forme identice dar la scară redusă pe post de capac, ce are ca terminație un mănunchi de corole de margarete. Mânerul din lemn ebenizat, frumos arcuit și ciocul aerodinamic de formă aviară completează atmosfera intim domestică a obiectului. Ceainicul poartă marca de proveniență, de calitate și marca firmei T&Co. | Muzeul Țării Crișurilor, Oradea | Cimec    |
|      | Ceainic | Datare: 1845 Școală: Viena, firma Mayerhofer & Klinkosch, fondat în 1797 Descoperit: Săcuieni Material: argint; turnat; cizelat; gravat; repoussé; lemn                                                                         | Ceainicul piriform ce amintește exotismul formelor orientale, precum și de miniaturizarea formelor regency este bogat decorat prin gravare discretă. Corpul are partea inferioară de forma unui bulb inimă, ce se continuă cu un gât robust și lung. Capacul frumos profilat are ca terminație în partea superioară o protuberanță sub formă de cupă plină de fructe și flori stilizate. Pe corp are decorație gravată cu model danmas florală reprezentând crini, iriși, clopoței, măceș sau cireș japonez. Corpul este susținut de patru piciorușe decorate cu frunze de acant, cu terminații în volute. Ceainicul poartă marca de proveniență, de calitate și marca firmei Mayerhofer & Klinkosch. | Muzeul Țării Crișurilor, Oradea | Cimec    |
|      | Ceainic Autor: Prandtner Jozsef | Datare: 1838 Școală: Atelier din Pesta Descoperit: Săcuieni Material: argint; turnat; cizelat; repoussé; lemn | Ceainicul foarte elegant piriform amintește formele strunjite în balustră, decorația bogată de factură rococo, combinațiile de materiale os (reconstituit din lemn de cireș) și argint, împreună cu dungile verticale formează atmosfera domestică specifică Bidermeyer de la începutul secolului al XlX-lea. Decorația dungilor verticale clasicizante ce amintesc mănunchiul de nuiele este prinsă în inele orizontale decorate în friză cu frunze de acant, trandafiri, margarete, Myosotis, specifice simbolismului romantic. Capacul de forma unei corole de floare clopoțel (Rosa Malvales) are în partea superioară o protuberanță de forma unei ghinde, simbolul longevității. Ceainicul poartă marca orașului Pesth (Pesta), marca breslei argintarilor din Pesta, marca meșterului „… randtner”, marca de control. | Muzeul Țării Crișurilor, Oradea | Cimec    |
|      | Bombonieră Autor: Weber, Fridrich | Școală: Atelier vienez Descoperit: Săcuieni Material: argint; turnat; cizelat; gravat | Piesa de mici dimensiuni, foarte elegantă, are monumentalitatea pieselor clasice datorită proporțiilor ce se înscriu în secțiunea de aur. Are formă de crater clasic, picior lentilă fin profilat, corp cu capac aplatizat prevăzut fiecare cu benzi orizontale discrete, fin decorate cu frize în palmete. Piesa cu două anse fragile în spirală, decorate cu vrej de acant și la centru corola florii de nu-mă-uita. Pe capac în loc de protuberanță este fixată o lebădă în poziție de înot pe luciul lacului în ronde-bosse. Bomboniera este marcată sub talpă cu marca de proveniență și calitate, marca artistului Fridrich Weber, marca A și ALF. | Muzeul Țării Crișurilor, Oradea | Cimec    |
|      | Iconiță | Școală: Atelier monahal românesc (?) Material: argint; turnat; ștanțat; filat; împletit; lemn de măslin; basorelief; traforat                                                                                                   | Engolpionul de o minunată lucrătură în formă de cutiuță paralelipipedică aplatizată cu colțuri teșite este susținută de două șiruri de împletituri tipic antice. Elementul decorativ pe față este orientalizat, destul de aplatizat, este reprezentat vrejul de acant stilizat încadrat într-un dreptunghi, respectiv în partea centrală într-un cerc bombat, simbolizând biserica creștină. Cutia este decorată pe verso în stil occidental. în poziție culcat, în centru un trandafir în etichetă, având fond de grilaj cu ancadrament roccaille. Pe margine vrej cu flori, lalele. Myosotis, floarea soarelui, lăcrămioare etc. Cutiuța adăpostește o plăcuță dreptunghiulară din lemn de măslin sculptată în patru registre orizontale reprezentând scene din Noul Testament, respectiv din Viața lui lisus Christos. Scenele, 13 în total, în basorelief, din care una centrală este în tondo, 12 sunt încadrate în nișe cu arce în acoladă, având fundal arhitectural cu ancadramente de geamuri de factură gotică, traforată. Deși figurile sunt sculptate hieratic, se pot recunoaște cu ușurință episoade din viața Mântuitorului. În tondo este reprezentată imaginea „Răstignirii", în registrul de sus de la stânga spre dreapta „Intrarea în Jerusalim", „Veghe în grădina Ghetzimani", „ Botezul" și „Adormirea Maicii Domnului". În registrul al doilea „Episcop vestind întruparea Cuvâtului Divin sau Sfânta Scriptură", „Sfânta Familie în căutare de sălaș", „Pruncuciderea" și „Steaua din Bethlehem" iar în registrul de jos „Prezentarea la Templu", „Circumciziunea", „Mărturia Bătrânului Simeon", „ Mărturia Apostolilor, Evanghelizarea". | Muzeul Țării Crișurilor, Oradea | Cimec    |
|      | Cupă jubiliară Autor: Sauder, Cristian jr. | Datare: 1865 Școală: Atelier vienez Material: argint; turnat; cizelat; incizat; repoussé | Cupa jubiliară de un aspect sărbătoresc are formă clasică de crater. Piciorul amintește vag forma pocalurilor de cult catolic, având talpa evazată cu profil clasic și friză decorativă formată din frunze de acant stilizate în combinație cu trandafiri, mai sus pe nodus decor friză din trandafiri. Corpul piriform în partea inferioară, decorată cu friză din frunze de acant cu volute, scoici și trandafiri, se continuă cu un trunchi de con ușor evazat spre buză, ce este prevăzut cu o elegantă etichetă cu inscripție în chenar din rocaille, ce are sus la mijloc două flori de Myosotis (flori de nu-mă-uita). Capacul evazat are decor de asemenea în friză cu frunze de acant, trandafiri, volute, melci, scoici, iar sus o protuberanță cu friză de trandafiri. Cupa este marcată cu marca argintarilor din Viena, meșter CS. | Muzeul Țării Crișurilor, Oradea | Cimec    |
|      | Cădelniță Autor: Reinhart, Josef; Josef Reiner | Datare: 1845 Școală: Atelier vienez Material: argint; turnat; cizelat | Elegantul obiect de cult creștin, folosit pentru tămâiere, este un ansamblu de șapte piese ce interacționează perfect în timpul liturghiei, înmiresmând aerul cu fumul rezultat din arderea unei rășini parfumate a arborelui Boswellia Carteri adus din Orient, din Peninsula Arabică sau Africa de nord-est. Cădelnița piriformă seamănă cu potirele având picior tronconic cu nodus, ce susține o cupă ce adăpostește focarul. Ornamentația dispusă pe registre verticale în dungi alternative au reprezentate elemente decorative în rocaille, volute și vrejuri de acant stilizate. Capacul tronconic de asemenea continuă câmpurile ornamentale, cu deosebire a fantelor decorative traforate, dispuse vertical în registrele nedecorate, în scopul eliberării fumului parfumat al tămâiei ce s-a așezat în prealabil peste jăratecul din focar, prin ridicarea capacului cu ajutorul unui lanț fixat între inel și crucea capacului. Sistemul este suspendat prin trei lanțuri de un căpăcel colector care permite controlul părților componente ale cădelniței în procesul tămâierii pe timpul oficierii slujbei religioase. Are marca manufacturii argintarilor din Viena, marca meșterului „J. Rei" și marca meșterului „Rein". | Muzeul Țării Crișurilor, Oradea | Cimec    |
|      | Farfurioară Autor: Andreas Trausnek sau Anton Todt | Datare: 1850 Școală: Atelier vienez Material: argint; turnat; ștanțat; repoussé | Farfurioara pentru desert, de forma unei pălării cu boruri întoarse, se sprijină pe trei piciorușe sub formă de biluțe. Piesa bogat decorată pe o suprafață de 80%, în șase câmpuri dispuse radial, fiecare unic în felul lui, cu elemente decorative precum frunzele de acant și rocaille, fără a se repeta, formând un tot unitar. Este marcată cu marca manufacturii argintarilor din Viena, meșter AT. | Muzeul Țării Crișurilor, Oradea | Cimec    |
|      | Cruce de masă | Datare: 1809 Școală: Fabrica Konaki Maria Material: argint; turnat; ștanțat; lemn; sculptat; traforat | Impresionanta Cruce de masă de formă zveltă ne uimește prin curajul combinațiilor de stiluri și concepții decorative total diferite, în scopul toleranței religioase specifice începutului de secol al XlX-lea. Piesa asamblată are picior înalt în stil occidental, format dintr-o piesă de formă tronconică ce se sprijină pe o semicalotă turtită, având decorație în registre orizontale neoclasice de factură empire, frunze de acant stilizate încadrate în ove, fustanelă cazonă, ce susține la rândul ei o tijă lungă cu nodus globular în stil medieval decorat cu șirag de mărgele. Corpul crucii propriu-zise este decorat pe margini cu chenare decorative formate din frânghii, lanțuri, șirag de mărgele, scoici, iar pentru delimitarea scenelor sunt aliniate câte două elemente rocaille dispuse simetric cu aspect de etichetă. Marginile crucii sunt decorate pe alocuri cu mănunchiuri de trei cilindri având la capete câte o bobiță de argint aurit, brațele și partea superioară a Crucii prezintă la extremități flori stilizate. Corpul Crucii are încastrate plăcuțe de lemn sculptate, traforate cu o deosebită măestrie. Sculpturile în basorelief miniaturale deși executate hieratic, lasă să se identifice cu ușurință scene ce ilustrează Noul Testament. lmaginile pe verso prezintă sus pe „Tatăl Ceresc", la mijloc „Botezul lui lisus Christos", la brațe figuri de arhangheli. Pe revers la mijloc „Răstignirea" pe brațe cei patru Evangheliști. | Muzeul Țării Crișurilor, Oradea | Cimec    |

## Fond
| Foto | Informații generale                                      | Detalii tehnice | Descriere | Deținător                                | Legături |
| ---- | -------------------------------------------------------- | --- | --- | ---------------------------------------- | -------- |
|      | Cană pentru împărtășanie din cositor Autor: Meșterul IGK | Datare: prima jumătate a secolului al XVIII - mijlocul secolului al XVIII-lea Școală: Atelier străin neidentificat Descoperit: Curtuiușeni Material: cositor, turnat, gravat                                                                                                   | Cana de cositor are talpă profilată, corpul cilindric evazat spre talpă este decorat în centru cu un brâu lat, alcătuit din benzi reliefate. Corpul plat la extremități este decorat cu benzi circulare gravate. în planul central, sub ciocul de turnare apare inscripția de danie, gravată ulterior: A KETSKEMÁTI R(EFORMATA) SZ(ENT) EKKLESIA JÓ / AKARATTYÁBÓL AZ KÖRTVÉIESI R(EFORMATA) / SZ(ENT) EKKLESIA SZÁMÁRA REN/DELTETETT T(EKINTETES) N(EMZETES) V(ITÁZLÕ) SÁR/KÖZI JÁNOS ES GUTY MÁ/RIA ÁLTAL A(NNO) 1768 / IMA JANUARY. Cadrul inscripției este format dintr-o coroană și frunze stilizate. Capacul bombat în trepte are o margine lată, a fost dotat cu un buton și o șarnieră, azi amândouă lipsesc. Toarta arcuită este nedecorată. Marca meșterului IGK compus în marca orașului este până în prezent neidentificată. | Parohia Reformată Curtuișeni, Curtuișeni | Cimec    |
|      | Fotoliul în care a murit poetul Arany János în anul 1882 | Datare: mijlocul secolului al XIX-lea Școală: Manufactură activă în a doua parte a secolului al XIX-lea Descoperit: jud. Arad, Arad Material: lemn lustruit și băițuit, tapisat cu pânză rips țesută cu modele florale                                                         | Fotoliu masiv din lemn băițuit în brun-auriu și lustruit. Tapiseria țesută în motiv floral la jacquard, de culoare muștarului. Picioarele dotate cu rotile. La cotiere și partea de jos decorat cu franjuri. | Muzeul Memorial „Arany Janos”, Salonta   | Cimec    |
|      | Serviciu de cafea                                        | Datare: mijlocul secolului al XIX-lea Școală: Manufactură „Zsolnay”, confecționat în secolul al XIX-lea Descoperit: PÉCS, Ungaria Material: porțelan | Ceașca: pentru cafea, din porțelan decorat cu motive florale aurii și turcoaz pe fond alb, individualizată cu inscripția “KARLSBAD”. Farfurioara: de sub ceașcă, din porțelan alb decorat cu aceleași motive florale ca și ceașca, neindividualizată. Letiera cu capac: din porțelan alb decorat cu aceleași motive florale ca și piesele anterioare, individualizată prin inscripția “KARLSBAD”. Toate trei au compus odinioară un set, azi incomplet. | Muzeul Memorial „Arany Janos”, Salonta   | Cimec    |
|      | Fierbător de cafea                                       | Datare: prima parte a secolului al XIX-lea Școală: manufactură, confecționat în prima parte a secolului al XIX-lea Descoperit: Budapesta, Ungaria Material: metal comun (bronz) prelucrat prin răsucire                                                                        | Fierbător cafea (cafetieră) compus din trei piese: prima piesa (un suport rotund din metal galben cu trei picioare tip felină, piesa din mijloc, un recipient cu două toarte, este lipsă (cunoaștem dintr-o fotografie de epoca). Piesa a treia, este un recipient pentru cafea cu două inele mobile și un capac cu un prinzător în partea superioară. Este un cadou al poetului Petőfi Sándor către familia Arany, cu ocazia primei vizite făcută la salonta în anul 1847 (1-10 iunie). | Muzeul Memorial „Arany Janos”, Salonta   | Cimec    |
|      | Mapă de birou                                            | Datare: Sec. XIX Școală: marochinărie-manufactură, confecționat în secolului al XIX-lea Descoperit: Budapesta, Ungaria Material: piele decorată cu un mic gobelin oval | Mapă de birou din piele, cu două buzunare pentru coli de scis tip A 3, partea dreaptă exterioară decorată cu motiv în gobelin, executat de către nora lui Arany László, Szalay Gizella. | Muzeul Memorial „Arany Janos”, Salonta   | Cimec    |
|      | Măsuță pentru fumat cu suport pentru chibrituri          | Datare: Sec. XIX Școală: manufactură, confecționat în secolului al XIX-lea Descoperit: Budapesta, Ungaria Material: lemn prelucrat la strung, pe elemente componente, băițuit și lustruit                                                                                      | Măsuță rotundă din lemn masiv se sprijină pe un stâlp masiv lucrat la strung, fixat pe o placă rotundă, cu trei picioare de asemeni lucrate la strung. În partea superioară a fost fixat suportul metalic pentru chibrituri. Culoarea lemnului este maro cu nuanțe, obținute prin învechire. | Muzeul Memorial „Arany Janos”, Salonta   | Cimec    |
|      | Biroul lui Arany Janos                                   | Datare: a doua jumătate a secolului al XIX-lea Școală: manufactură, confecționat în a doua parte a secolului al XIX-lea Descoperit: Budapesta, Ungaria Material: lemn de mahon, băițuit și lustruit                                                                            | Birou din lemn de mahon cu șapte sertare cu partea superioară cu elemente curbate, piciorul sub formă de membru de felină. Partea superioară acoperită cu material tip piele de culoarea verde. Culoarea lemnului maro închis cu nuanțe de brun roșcat. | Muzeul Memorial „Arany Janos”, Salonta   | Cimec    |
|      | Baston                                                   | Datare: a doua jumătate a secolului al XIX-lea Școală: manufactură, confecționat în a doua parte a secolului al XIX-lea Descoperit: Budapesta, Ungaria Material: măciulia și partea inferioară lucrate la strung, detașabile, mijlocul lemn natur neprelucrat                  | Baston de plimbare din lemn. Partea centrală din lemn natur. Măciulia și vărful sunt lucrate la strrung. Sunt detașabile prin deșurubare. | Muzeul Memorial „Arany Janos”, Salonta   | Cimec    |
|      | Pălărie                                                  | Datare: a doua jumătate a secolului al XIX-lea Școală: manufactură, confecționat în a doua parte a secolului al XIX-lea Descoperit: Budapesta, Ungaria Material: pălărie de fetru, de culoarea oului de rață, cu panglică gri fragmentată, învăscut cu panglică de mătase rips | Pălărie de fetru de culoarea oului de rață, cu bor tivit, în stare uzată, cu panglică gri. | Muzeul Memorial „Arany Janos”, Salonta   | Cimec    |
|      | Cuier                                                    | Datare: a doua jumătate a secolului al XIX-lea Școală: manufactură, confecționat în a doua parte a secolului al XIX-lea Descoperit: Budapesta, Ungaria Material: metal, fier                                                                                                   | Cuier metalic, tip sone, cu 3+3 brațe, cu sprijin pentru umbrele, pălării și paltoane. Este așezat pe trei picioare detașabile, goale în interior, prinse de corp cu șuruburi. Partea superioară se termină printr-un element decorativ (măciulie). | Muzeul Memorial „Arany Janos”, Salonta   | Cimec    |
|      | Călimară                                                 | Datare: Sec. XIX Școală: manufactură, confecționat în secolul al XIX-lea Descoperit: Budapesta, Ungaria Material: metal comun (bronz) turnat | Călimară metalică, cu două recipiente din sticlă incluse în vasele metalice cu capac, decorate prin turnare. Unul din recipientele de sticlă lipsește. Tăvița se sprijină pe patru elemente decorative, tip dragon. | Muzeul Memorial „Arany Janos”, Salonta   | Cimec    |
|      | Scaun                                                    | Datare: a doua jumătate a secolului al XIX-lea Școală: manufactură, confecționat în secolul al XIX-lea Descoperit: jud. Arad, Arad Material: lemn, probabil tei, răsucit prin fierbere, șezutul confecționat din fire de trestie                                               | Scaun Thonet confecționat din lemn contorsionat prin tratare cu aburi. Spatele este circular. Brațele sunt răsucite în extremitatea de jos. Șezutul (cu o defecțiune restaurată) este confecționat din fibre lemnoase împletite. | Muzeul Memorial „Arany Janos”, Salonta   | Cimec    |